# Cantonul Saintes-Nord
Cantonul Saintes-Nord este un canton din arondismentul Saintes, departamentul Charente-Maritime, regiunea Poitou-Charentes, Franța.

## Comune
- Bussac-sur-Charente
- Le Douhet
- Fontcouverte
- Saint-Vaize
- Saintes (parțial, reședință)
- Vénérand